# Auster

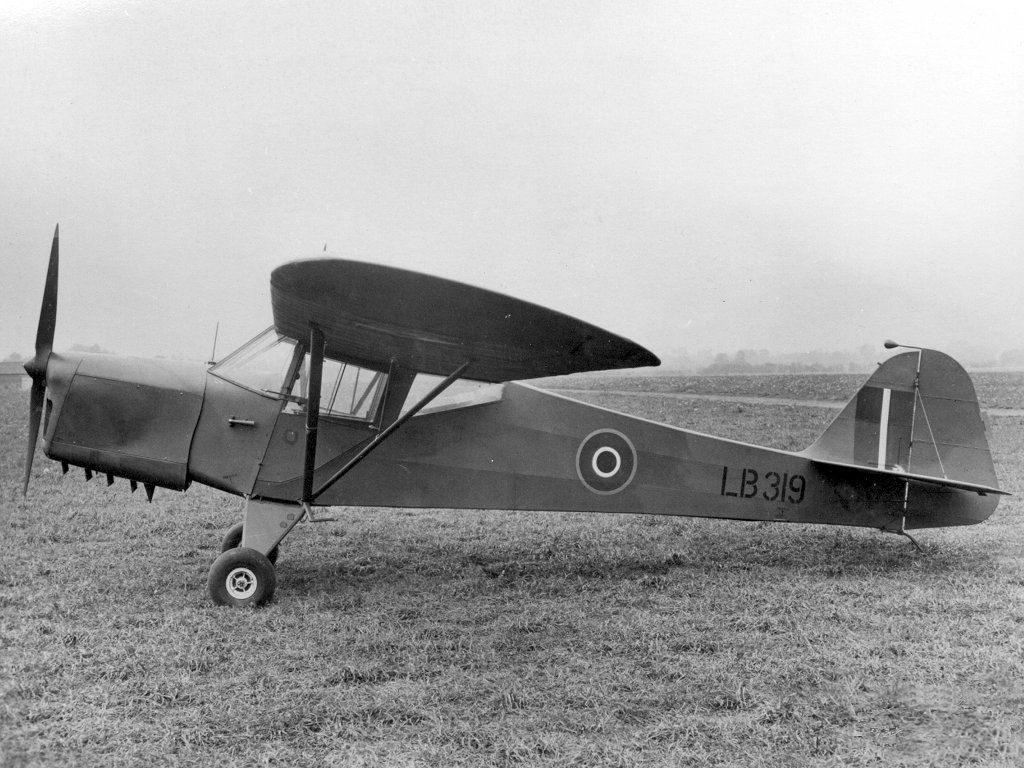
Auster III

De Taylorcraft Auster was een Brits militair vliegtuig dat gebruikt werd voor verbindings- en waarnemingstaken. Het toestel werd geproduceerd door Taylorcraft Aeroplanes (England) Limited, dat in 1946 werd omgedoopt tot Auster Aircraft.

## Geschiedenis
De Britse Auster was een verdere ontwikkeling van een Amerikaans civiel vliegtuig, de Taylorcraft Model B. Dit model werd in het Verenigd Koninkrijk gemodificeerd om door de strengere keuring van de Civil Aviation Authority te komen. Het resultaat was de Taylorcraft Plus C.
Na het uitbreken van de Tweede Wereldoorlog ontwikkelde Taylorcraft Aeroplanes de Taylorcraft nog verder door tot een zogenaamd Air Observation Post (AOP) vliegtuig, voor gebruik bij artillerie-eenheden van de Britse Landmacht.
Het type Plus C werd nadien uitgerust met een Blackburn Cirrus Minor I-motor en aangeduid als Taylorcraft Plus D.

De toestellen van het type Plus C en Plus D werden door het uitbreken van de oorlog gevorderd door de Royal Air Force en hierbij in dienst gesteld.
De eerste Auster Mark I was het elfde productie-exemplaar van de Taylorcraft Plus C, dat werd afgestaan aan het Britse Ministerie voor Luchtvaart in 1939. De testen leidden tot een bestelling van 100 vliegtuigen in 1941.
Een verbeterde versie van het toestel, de Auster Mark II met een Amerikaanse Lycoming 0-290-motor werd niet gebouwd, door een tekort aan dit motortype. Dit leidde tot de ontwikkeling van de Auster Mark III, hierin was de oorspronkelijke motor vervangen door een de Havilland Gipsy Major. De Auster Mark IV had een iets grotere cabine en hiervoor was wel de Lycoming 0-290 beschikbaar. De Auster Mark V ten slotte, was een Auster IV met instrumenten voor blindvliegen.
Na de oorlog werd de Auster Mark V ontwikkeld tot de Auster AOP.6, Auster T.7 (opleidingsversie van de AOP.6) en de Auster AOP.9.

### Tijdlijn
‎{{
}}

## Militaire dienst
Tijdens en vlak na de Tweede Wereldoorlog is dit toestel ingezet voor onder andere artilleriewaarneming, evacuatie en licht transport. Vanaf de jaren zestig werden de taken op waarnemingsgebied en medische evacuatie overgenomen door helikopters.
Op 5 mei 1945 landde een Auster in Amsterdam op de Stadionkade, en op 6 mei nogmaals. Dit vliegtuig wordt het 'bevrijdingsvliegtuig' genoemd en werd in 2016 teruggevonden.

## Typen

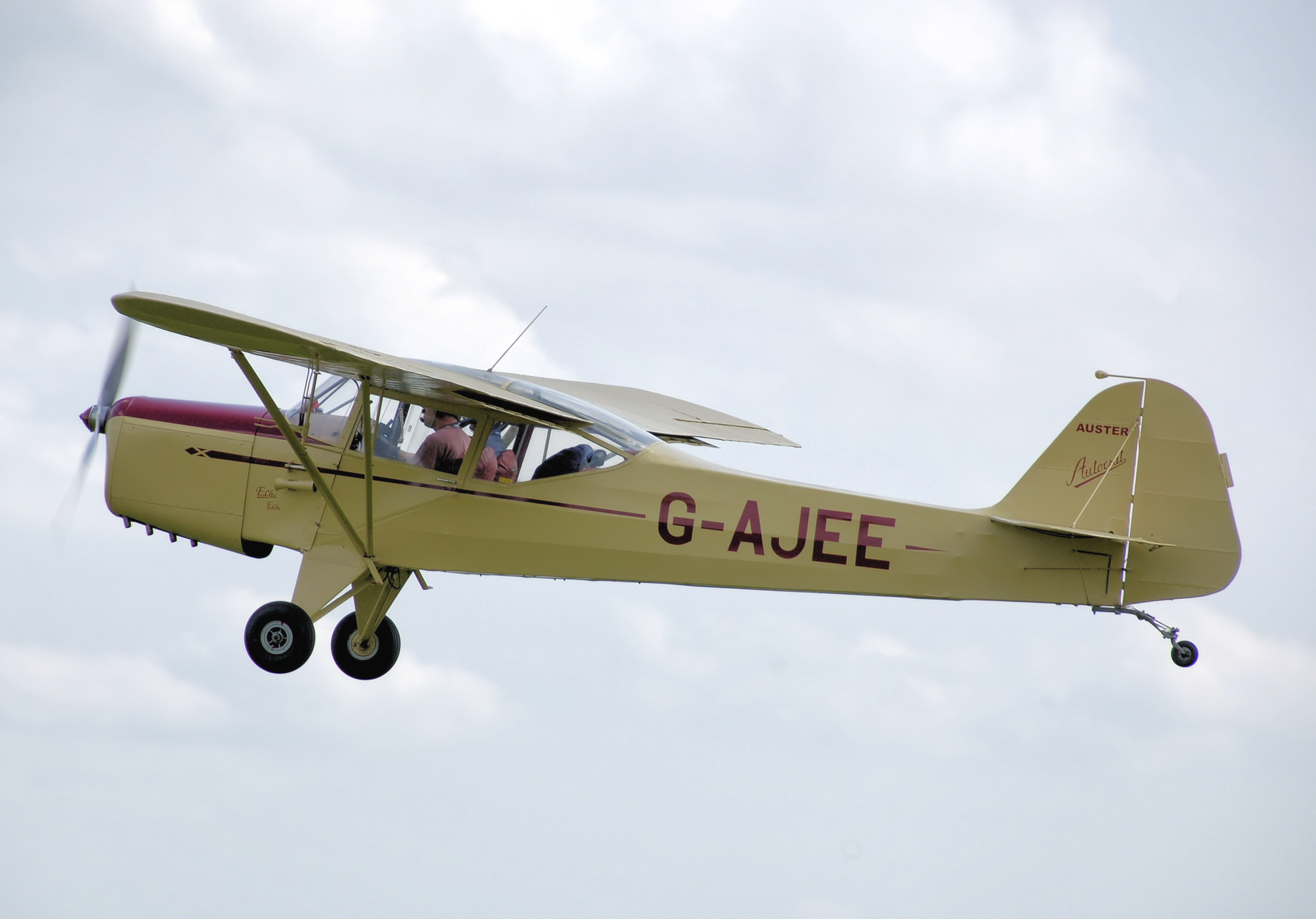
Auster J/1 Autocrat

- Taylorcraft Plus C - Originele civiele versie met een Lycoming 0-145-A2-motor, 23 gebouwd.
- Taylorcraft Plus C2 - Plus C met nieuwe motor, een 90 hp Cirrus Minor I-motor voor de Royal Air Force, 20 wijzigingen.
- Taylorcraft Plus D - Plus C met een 90 hp Cirrus Minor I-motor, 9 gebouwd.

- Taylorcraft Auster I - militaire versie van Plus C, 1 wijziging en 100 gebouwd.
- Taylorcraft Auster II - Auster I met een Lycoming 0-290-motor, 2 gebouwd.
- Taylorcraft Auster III - Auster I met een de Havilland Gipsy Major-motor, 470 gebouwd.
- Taylorcraft Auster IV - driezitsuitvoering met een Lycoming 0-290-motor, 254 gebouwd.
- Taylorcraft Auster V - Auster IV met instrumenten om blind te vliegen, ongeveer 800 gebouwd.
- Taylorcraft Auster J/1 Autocrat - Driezitter sportvliegtuig met een 100 hp (75 kW) Blackburn Cirrus II motor, 420 gebouwd.
- Taylorcraft Auster Agricola voor landbouwdoeleinden.

## Gebruikers
- Army Air Corps (Verenigd Koninkrijk)
- Israëlische luchtmacht
- Koninklijke Luchtmacht
- Royal Australian Air Force
- Royal Canadian Air Force
- Royal Air Force (Verenigd Koninkrijk)
- Vrije Poolse Strijdkrachten